# Fachwerk (Gemeinde Wildalpen)
Fachwerk ist ein Ort in der Gemeinde Wildalpen im Bezirk Liezen in der Steiermark.

## Geographie
Der Ort liegt an der Mündung des Lassingbachs in die Salza, auf etwa 550 m ü. A. Dieser Bach kommt von der Gegend der Zellerhüte und gliedert auf etwa 20 Kilometer die Lassingalpen (Teilgruppe der Ybbstaler Alpen), mit Göstlinger Alpen (Dürrensteingebiet und Hochkar) im Norden und Kräuteringruppe im Südosten. Fachwerk liegt am Südfuß des Hochkars (1808 m ü. A.), in einer – für das sonst hier enge Salzatal – weiten Talaue, südöstlich liegt mit dem Hanserkogel (1085 m ü. A.) und einigen weiteren Bergen unter 1000 m eine für die inneralpine Lage niedrige Berggruppe. Im Südwesten liegt der Große Torstein (1330 m ü. A.), der zu den Ostausläufern der Kalte-Mauer-/Stanglgruppe der Hochschwabgruppe gehört.
Zum Ort – Adressen, als Streusiedlung – gehören auch die Einzellagen rechtsufrig salza-abwärts bis Lahnbauer sowie links salza-aufwärts Glimitzer und Steinbruch. Das sind elf Gebäude, von denen vier den Ort selbst bilden.
Oberhalb Wildalpen zweigt von der Hochschwab Straße B 24 (Gußwerk bei Mariazell nach Erzhalden bei Palfau über Wildalpen) die Straße durch das Lassingbachtal ab.

## Nachbarorte
| Schönau (Gem. Landl) | Hochkar (Gem. Göstling a.d.Y., Bez. Scheibbs, NÖ) | Breitengries       |
|                      | Kompassrose, die auf Nachbargemeinden zeigt       |                    |
|                      | (Eibl) Hinterwildalpen                            | FischerauWildalpen |

## Geschichte
Im späteren 17. Jahrhundert wurde von der Innerberger Hauptgewerkschaft der Holzeinschlag und die Holzflößerei an der Lassing begonnen, und zu diesem Zweck ein großer Holzrechen oberhalb von Fachwerk errichtet.

## Kultur und Sehenswürdigkeiten
- Ehemalige Holztift Lassingrechen

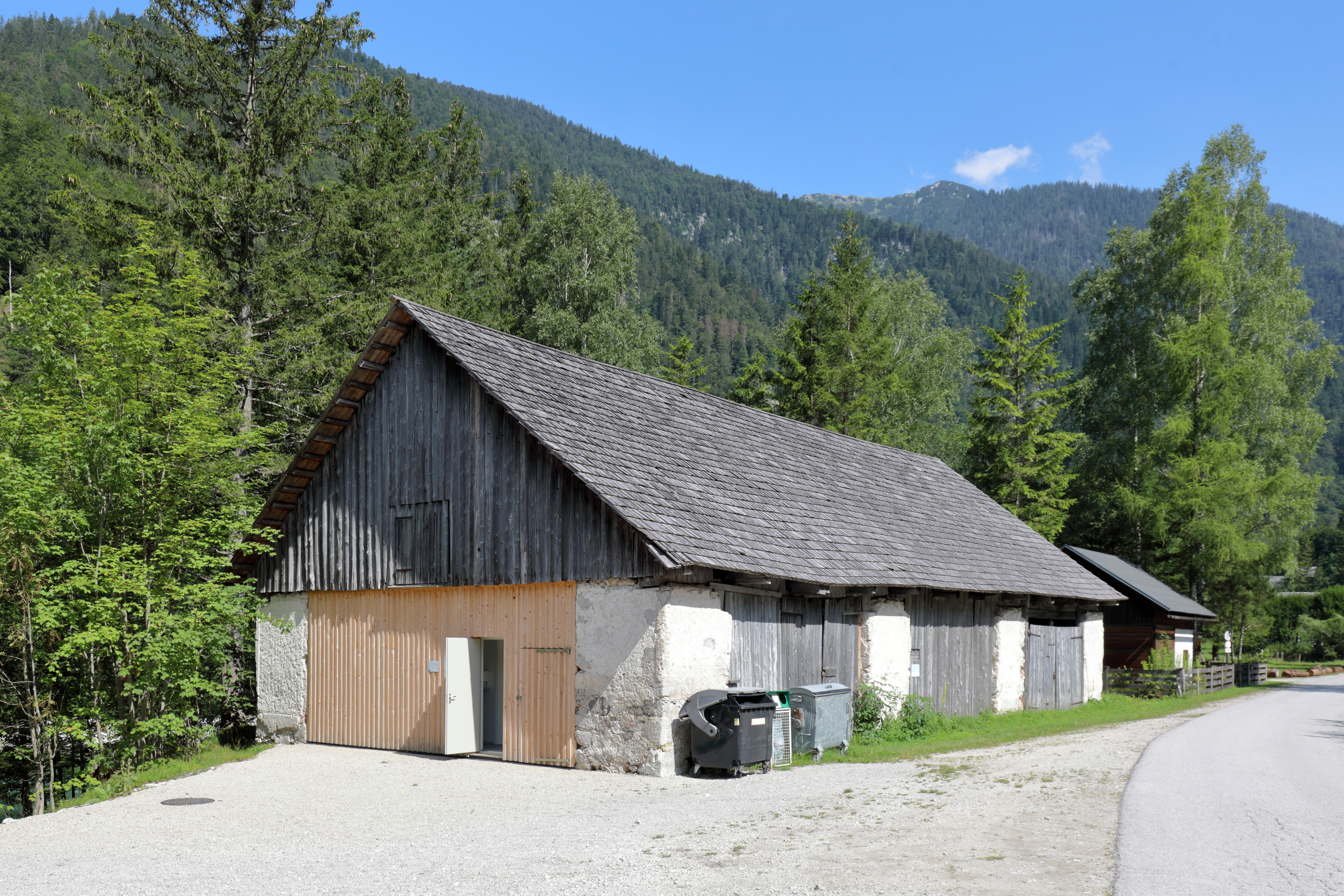
Ehem. Kohlbarren (Lagerhalle für Holzkohle) in Fachwerk

- Ehemalige Lagerhalle für Holzkohle Denkmalschutz.
- Bauernhof Nr. 155  Denkmalschutz

## Tourismus
Der Ort liegt im Naturschutzgebiet Wildalpener Salzatal und im Naturpark Steirische Eisenwurzen. Es gibt einen reizvollen Spazierweg salzaabwärts, die alte Salzatalstraße, über Lahnbauer, und dann als Steig weiter zum Beginn der Palfauer Wasserlochklamm. Außerdem ist ein Aufstieg auf das Hochkar über Kleckplan zum Geischlägerhaus markiert. Daneben ist der Ort Beginn für Radtouren im Lassingtal, und Einsetz- wie auch Ausstiegspunkt für Wildwassersport (Rafting, Kajak) auf Salza und Lassing.